# Burg Katsuyama (Mimasaka)
Die Burg Katsuyama (japanisch 勝山城, Katsuyama-jō) befindet sich im Ortsteil Katsuyama in der Stadt Maniwa, Präfektur Okayama. In der Edo-Zeit residierten ab 1764 dort die Miura, die mit einem Einkommen von 23.000 Koku  zu den kleineren Fudai-Daimyō zählten.

## Die Anlage
Die Burg wurde auf dem 321 m hohen Nyōi-zan (如意山) und dem 261 m hohen, südlich davon gelegenen. Katsuyama angelegt. Diese Berge wurden samt dem am Fuße liegenden Gelände im Norden, Westen und Süden durch den Fluss Asahi-gawa (旭川) geschützt. In der Sengoku-Zeit war die Burg Sitz der Miura, das Gebiet wurde aber auch von den Mōri und den Ukita beansprucht. Zu Beginn der Edo-Zeit kam das Gebiet unter die Mori, aber als Erben ausblieben, fiel die Domäne an das Bakufu.
Im Jahr 1764 kam Miura Akitsugu aus dem Miura-Klan dorthin und baute die inzwischen verfallene Burg wieder auf und nannte sie Burg Katsuyama. Der zur Burg gehörende dritte Burgbereich, das San-no-maru (三ノ丸), wurde am Fuße des westlichen Berges angelegt und von einem Steinwall umgeben. Dort befand sich die schlicht gestaltete Residenz. 
Das auf der Berghöhe gelegenen innere Burg, das Hommaru (本丸), ist nun vom Wald überzogen, aber es gibt noch Reste der Steinmauern, Gräben und auch Reste von Vorbefestigungen. Der zweite Burgbereich, das Ni-no-maru (二ノ丸) wurde Sportplatz, der dritte Burgbereich ein Wohnviertel. Reste der Steinmauern sind erhalten. Die Straßen davor zeigen den Charakter einer planmäßig angelegten Burgstadt.